# Maquillaje (canción de Cherry)
«Maquillaje» es el segundo sencillo de Cherry Ahava de su disco XOXO (álbum de Cherry Ahava).
Se trata de una nueva versión de la ya conocida canción ochentera de Mecano escrita por Nacho Cano.

## Historia
La canción original de Maquillaje (canción de Mecano) fue un éxito en su momento (1982), pues como todos saben, tiene una melodía sumamente pegadiza escrita a dos ritmos.
Pocos años después en 1989, Yuri (cantante) la graba e incluye en su álbum "Algo de mi vida", hecho que pasó desapercibido para la mayoría de la gente.
En 2007 la reina de los niños -Tatiana- realiza su propia versión enfocada exclusivamente al público infantil.
Es hasta 2009 cuando Cherry Ahava selecciona este tema para incluirlo en su proyecto, su disco debut XOXO
Ella lo selecciona por ser uno de sus favoritos desde niña, pues Cherry es ochentera de corazón.
Maquillaje (sencillo de Cherry) debuta en la radio en México en octubre de 2009, causando gran impresión pues los nuevos arreglos y el estilo de Cherry la transforman totalmente en algo fresco, del nuevo siglo y dirigido al público infantil-adolescente que la sigue.
Este tema también fue incluido en la telenovela "Atrévete a soñar", versión mexicana de "Patito feo".
Como dato adicional, la versión argentina incluyó este tema entre las coreografías de Las divinas.
La recepción que le da el público infantil-juvenil es tan buena, que a pesar de no contar con promoción, sube tanto en popularidad que en 2010 ingresa al Top 10 del Chart Pop de Monitor Latino, superando la marca del anterior sencillo Loca loca y consolidando a Cherry Ahava como la primera y única artista independiente en México en llegar a ese lugar, compitiendo con artistas internacionales que cuentan con apoyos millonarios.

## Video
El video musical de Maquillaje (sencillo de Cherry) fue dirigido por Adrián Zurita, quien también ha trabajado con Nikki Clan y Maná.
El videoclip cuenta la historia de una chica común quien al ver al chico de sus sueños no se siente lo suficientemente bonita para atraerlo y va rápidamente a colocarse diversos disfraces con sus respectivos maquillajes los cuales le dan diferentes personalidades. Al final la chica se da cuenta de que lo mejor es presentarse tal cual es, pero como transcurrió mucho tiempo, cuando ella sale el chico en cuestión se ha ido.
En el video participa como galán el actor Gonzalo García Vivanco quien protagonizó junto a Dulce María la telenovela mexicana "Verano de amor"
El video tiene un mensaje de Cherry, pues es una situación común entre los jóvenes que no se sienten suficientemente buenos para alguien y muy a menudo buscan "actuar" personalidades distintas o tratar de ser quien no son. La exageración en el vestuario y maquillaje es para marcar este hecho.
Cuando al final la chica se presenta como es ella en verdad, es porque se da cuenta de que lo más valioso que tiene para ofrecer es su propia personalidad y belleza natural.
Este video se estrenó en el canal de cable Telehit el 20 de enero de 2010.

## Apariciones
Fue un tema que se presentó en todos los conciertos de la gira de Atrévete a soñar en 2009.

##### Videoclip Maquillaje
- Datos: Q5995102